# Бредська угода (1667)
Бредська угода (нід. Vrede van Breda) — міжнародний договір, підписаний в голландському місті Бреда 21 (31) липня 1667 року Англією, Голландською республікою (Нідерланди), Францією і Данією. Угода привела до швидкого і неостаточного завершення Другої англо-голландської війни (1665—1667 роки) на користь Голландії, оскільки під час війни війська Людовика XIV (що брали участь в іншій, Деволюційній війні) почали вторгатися в Іспанські Нідерланди, але мир залишив багато територіальних суперечок невирішеними. Таким чином це було типова угода, заснована на принципі uti possidetis — тобто сторони можуть володіти тим, що захопили.

## Історія
На останніх стадіях війни перевага була на боці голландців. Лейтенант-адмірал Міхіель де Рюйтер практично контролював моря біля південного узбережжя Англії після успішного рейду на Медвей, і його присутність підштовхувало англійських представників просити якнайшвидшого миру. Короткотривалі переговори, які почалися в Бреді ще до цього рейду, завершилися всього через десять днів після їх відновлення.
Під час переговорів англійські представники Дензіл Холлс і Генрі Ковентрі запропонували повернути Нові Нідерланди в обмін на цукрові факторії на узбережжі Суринаму, які раніше, в 1667 році, були захоплені Абрахамом Крейнссеном. Голландська сторона відхилила цю пропозицію. В Ост-Індії голландці добилися світової монополії на торгівлю мускатним горіхом, примусивши Англію відмовитися від домагань на острів Рун, найзахідніший з островів архіпелагу Банда. Навігаційний акт був пом'якшений тим, що голландцям тепер було дозволено постачати на ринки Англії німецькі товари, що вивозяться по Рейну.
Так як тоді засоби зв'язку були повільні, то для різних частин світу були встановлені особливі дати, в які законні військові дії повинні припинитися: 5 вересня для районів Ла-Маншу і Північного моря, 5 жовтня — для інших європейських морів, 2 листопада — для африканського узбережжя на північ від екватора і 24 квітня 1668 року — для решти світу.
У Північній Америці Акадія була повернута Франції без уточнення, які саме території на суші маються на увазі. Томасу Темпл, губернатору Акадії, який проживало в Бостоні, було вручено грамоту Олівера Кромвеля, яка ігнорувала угоду, і фактична передача цієї території була відкладена до 1670 року. Крім того, завоювання Нових Нідерландів англійцями було підтверджено 21 липня 1667 року що послужило створення колоній: Нью-Йорк, Нью-Джерсі, Пенсільванія і Делавер.
У Вест-Індії Англія і Франція провели нові кордони на острові Сент-Кіттс.
Найповніша розповідь сучасника війни вперше був опублікована голландською мовою, а потім французькою в 1668 році під заголовком Description exacte de tout ce qui s'est passé dans les guerres. Вона містить перелік голландських судів і майна, втрачених в Північній Америці, звіт про захоплення в 1664 році Нью-Амстердама (нинішнього Нью-Йорка) з умовами капітуляції губернатору Річарду Ніколасу і про плавання Михайла де Рюйтера в Вест-Індію. Голландія відзначила Бредську угоду виготовленням патріотичної гравюри.
Сторони погодилися відтермінувати обговорення питання про викуп Оркнейських і Шетландських островів на майбутнє.